# Ciby 2000
Ciby 2000 est une société de production cinématographique française, fondée en 1990 par Francis Bouygues. Elle s'est spécialisée dans la production de films d'auteur à vocation internationale, et a contribué à la création de nombreuses œuvres marquantes, remportant plusieurs prix prestigieux, dont des Palmes d'or, Oscars et César.

## Historique

### Lancement
En 1990, Francis Bouygues décide de se lancer dans le monde du cinéma avec la société Ciby 2000. Avec un investissement initial de 300 millions de francs (46 millions d'euros). Une 1ere équipe lance le projet, avec le producteur Jean-Claude Fleury, Pierre Rissient et Pierre Edelman. Ils sont chargés de nouer des contacts avec de grands cinéastes. Parmi les conseillers officiels et officieux, on relève notamment le producteur Daniel Toscan du Plantier. Francis Bouygues confie progressivement la pleine responsabilité de Ciby 2000 à Jean-François Fonlupt, qui occupe d'abord le poste de vice-président, puis devient président du directoire. Après le décès de Bouygues en 1993, Fonlupt poursuit le développement de la société. Ciby 2000 produit de nombreux films, dont La Leçon de piano, Underground, Talons aiguilles et Little Buddha, et accumule des distinctions prestigieuses : Palmes d'or, Oscars, César et Lion d'argent.

### Vision artistique
Fonlupt oriente Ciby 2000 vers une approche permettant aux réalisateurs de créer des œuvres originales et culturelles destinées à un public international, tout en préservant leur indépendance artistique. Le producteur Pierre Rissient décrit la société comme ayant le charme capiteux des indépendants. Le réalisateur britannique Mike Leigh souligne également cette vision, racontant que Fonlupt lui a offert le plus gros budget de sa carrière sans imposer de contraintes, si ce n’est celle de réaliser un film optimiste.
Dans l'article de L'Express du 19 octobre 1995, Sophie Grassin explore la controverse autour du film Underground d'Emir Kusturica. Le film, primé à Cannes, a suscité des réactions vives en raison de ses prises de position sur la guerre en ex-Yougoslavie. Certains critiques, comme Alain Finkielkraut, ont accusé Kusturica de sympathies pro-serbes, tandis que d'autres louent le film pour sa critique acerbe de la guerre et de la propagande. Jean-François Fonlupt, défend le film contre les accusations de coproduction avec la télévision de Belgrade, précisant qu'elle a seulement préacheté le film.
Dans l'émission « Le Masque et les Palmes » de France Inter du 26 mai 1996, les intervenants discutent du film Secrets et mensonges de Mike Leigh, qui a remporté la Palme d'or au Festival de Cannes 1996. Les critiques analysent le film, exprimant des opinions variées. Michel Ciment se réjouit de voir Mike Leigh reconnu comme un grand artiste, tandis que Thierry Jousse émet des réserves, le qualifiant de fable optimiste sans vision révolutionnaire.
Dans l'article de L'Express du 30 mai 1996, il est mentionné que Ciby 2000 concilie cinéma d'auteur et succès au box-office, attirant des réalisateurs de renom et produisant des films artistiquement et commercialement réussis.
Dans l'article de L'Express du 17 avril 1997, Jean-François Fonlupt exprime ses préoccupations concernant l'impact de la télévision sur le cinéma français. Les chaînes privilégient les films à fort potentiel commercial, au détriment du cinéma d'auteur. Cette tendance pourrait marginaliser les films français face aux productions américaines et mettre en péril la diversité artistique.

### Ascension économique
Au début des années 1990, Ciby 2000 s’impose comme l'un des principaux producteurs français, aux côtés de Canal Plus, Gaumont et Renn Production.
Dans un article Les Echos du 6 décembre 1993, Fonlupt annonce les premiers bénéfices de la société, avec un résultat de 10 millions de francs, après une perte de 18 millions en 1992. Il annonce également chercher à s'allier à une major américaine pour renforcer la compétitivité du cinéma français.
Dans un article de l'Express du 6 octobre 1994, il est décrit comment la filiale cinéma du groupe Bouygues, est devenue une machine à profits sous la direction de Jean-François Fonlupt. Sur une trentaine de films produits en trois ans, les deux tiers ont été largement bénéficiaires, générant des revenus importants. La société prévoit de renforcer sa présence aux États-Unis en signant un accord avec une major américaine.
Un article des Échos signale qu'en 1994, avec plus de 6,7 millions d'entrées, « La Leçon de piano » est le film français (produit en France) qui aura connu le plus grand succès en salles sur le marché américain. Cette œuvre a généré plus de 650 millions de francs de chiffre d'affaires à travers le monde, hors exploitation vidéo.
L'article dans Le Monde du 22 mai 1994 décrit la montée de Ciby 2000 comme un acteur clé dans la distribution de films en France, créant ainsi une "nouvelle major" avec des ambitions internationales.
Dans l'article des Échos du 7 avril 1995, Jean-François Fonlupt et Ciby Distribution prévoit d'ouvrir des agences à Lyon, Bordeaux et Marseille, visant à distribuer une dizaine de films par an et devenir un acteur majeur indépendant.
Dans le The New York Time du 8 janvier 1996, Jean-François Fonlupt a défendu la modernisation du cinéma français, suggérant d’adopter des techniques de production américaines. Il a souligné la nécessité de se préparer à la fin du système des quotas et de construire une industrie cinématographique compétitive à l’échelle internationale.
Dans l'article de L'Express du 30 mai 1996, Jean-François Fonlupt et la société Ciby 2000 est mis en avant pour son investissement annuel de 250 millions de francs dans le cinéma. En 1995, Ciby 2000 a généré 350 millions de francs de recettes, réparties équitablement entre la France, l'étranger et les ventes aux télévisions. Fonlupt ajuste ses investissements en fonction des succès et des risques, comme en renonçant à Short Cuts 2 après l'accueil tiède de Kansas City.

### Fin
En 1998, Ciby 2000 ferme ses portes après la décision de Martin Bouygues de recentrer les investissements du groupe Bouygues vers le secteur de la téléphonie mobile. La société reçoit une offre de rachat de Paramount Pictures pour 500 millions de francs, mais cette proposition est refusée par Monique Bouygues, la veuve de Francis Bouygues. Le catalogue de films est ensuite dispersé entre différents distributeurs, dont TF1 et MK2.

## Les récompenses en Festival

### Les Palmes d'or
- 1993 : La Leçon de piano de Jane Campion (Palme d'or et prix d'interprétation féminine - Holly Hunter)
- 1995 : Underground d'Emir Kusturica
- 1996 : Secrets et mensonges de Mike Leigh (Palme d'or, prix d'interprétation féminine pour Brenda Blethyn, prix FIPRESCI, prix du jury œcuménique)
- 1997 : Le goût de la cerise d'Abbas Kiarostami

### Les Oscars
- 1993 : La Leçon de piano de Jane Campion (3 Oscars Meilleure actrice - Holly Hunter, Meilleur second rôle féminin - Anna Paquin, Meilleur scénario original - Jane Campion)

### Le Lion d'argent
- 1998 : Chat noir, chat blanc (meilleur réalisateur)

### Les Césars
- 1991 : Talons aiguilles (meilleur film étranger)

### Golden Globe
- 1993 : La Leçon de piano de Jane Campion (Meilleure actrice dramatique - Holly Hunter)
- 1996 : Secrets et mensonges (meilleure actrice)

## Films produits
- 1991 : Talons aiguilles, de Pedro Almodóvar, avec Victoria Abril
- 1991 : Une époque formidable, de Gérard Jugnot, avec Richard Bohringer
- 1992 : Le Grand Pardon 2, de Alexandre Arcady
- 1992 : Twin Peaks: Fire Walk with Me, de David Lynch
- 1993 : La Leçon de piano, de Jane Campion  avec Holly Hunter et Harvey Keitel
- 1993 : Kika, de Pedro Almodóvar, avec Victoria Abril
- 1993 : Little Buddha, de Bernardo Bertolucci avec Keanu Reeves
- 1993 : L'Ombre du doute, de Aline Issermann, avec Mireille Perrier, Alain Bashung, Sandrine Blancke, Emmanuelle Riva
- 1994 : La fille de d’Artagnan, de Bertrand Tavernier avec Sophie Marceau, Philippe Noiret et Claude Rich
- 1994 : Au travers des oliviers, de Abbas Kiarostami, avec Mohammad Ali Keshavarz
- 1994 : Casque bleu, de Gérard Jugnot avec Victoria Abril et Jean-Pierre Cassel
- 1994 : Muriel, de Peter Hogan avec Toni Colette, Rachel Griffiths, Bill Hunter
- 1995 : Underground, de Emir Kusturica, avec Miki Manojlović
- 1995 : La fleur de mon secret, de Pedro Almodóvar, avec Marisa Paredes
- 1995 : Le Maître des éléphants, de Patrick Grandperret  avec Jacques Dutronc
- 1996 : Secrets et mensonges, de Mike Leigh, avec  Brenda Blethyn
- 1996 : Kansas City, de Robert Altman, avec Jennifer Jason Leigh
- 1996 : Fallait pas !..., de Gérard Jugnot, avec François Morel et Michèle Laroque.
- 1997 : Le goût de la cerise, de Abbas Kiarostami, avec Homayun Ershadi
- 1997 : En chair et en os, de Pedro Almodóvar, avec Javier Bardem
- 1997 : Lost Highway, de David Lynch  avec Bill Pullman et Patricia Arquette
- 1997 : The End of Violence, de Wim Wenders, avec Bill Pullman
- 1998 : Chat noir, chat blanc, de Emir Kusturica avec Bajram Severdžan
- 1999 : Une histoire vraie, de David Lynch